# Aitor Esteban
Aitor Esteban Bravo (Bilbao, 21 giugno 1962) è un politico, docente e giurista spagnolo di origine basca, presidente del Partito Nazionalista Basco dal 2025.

## Biografia

### Vita personale
Nasce a Bilbao nel 1962 da madre originaria di Cañamaque, comune castigliano della provincia di Soria, e padre nazionalista basco, che gli insegnò i primi rudimenti di lingua basca nonostante egli stesso non fosse bascofono.
Svolge i suoi studi a Bilbao, dove frequenta la scuola Corazón de María e consegue il bachillerato all'Instituto Central. Studia giurisprudenza presso l'Università di Deusto, dove in seguito diventerà professore di diritto costituzionale e amministrativo, nonché di un corso di "Storia e cultura indigena del Nord e Mesoamerica" presso la facoltà di Filosofia e Scienze dell'Educazione.
È sposato con la compagna di partito Itxaso Atutxa, con la quale ha avuto due figli. La famiglia risiede da tempo nel comune biscaglino di Zeberio. 

### Carriera politica
Si iscrive al Partito Nazionalista Basco (EAJ-PNV) nel 1978, e nel 1983 è eletto segretaio del Consiglio Nazionale di Euzko Gaztedi Indarra, la sezione giovanile del partito. Nel 1991 diventa portavoce e segretario della Presidenza della Deputazione forale di Biscaglia. Fra il 1995 e il 2003 è presidente delle Assemblee generali di Biscaglia.
Alle elezioni generali del 2004 è eletto al Congresso dei Deputati nella circoscrizione della Biscaglia, venendo riconfermato anche nelle elezioni del 2008, 2011, 2015, 2016, aprile 2019, novembre 2019 e 2023. Il 18 dicembre 2012 sostituisce Josu Erkoreka come portavoce dell'EAJ-PNV al Congresso.
Nel 2017 gli è stato conferito il premio "Emilio Castelar" come migliore oratore del Congresso dei Deputati.